# Sigfrido Fontanelli
Pour les articles homonymes, voir Fontanelli.
Sigfrido Fontanelli (né le 1er octobre 1947 à Montelupo Fiorentino et mort le 20 février 2004 à Lastra a Signa) est un coureur cycliste italien, professionnel de 1969 à 1978.

## Biographie
Il a notamment remporté une étape de Tirreno-Adriatico, du Critérium du Dauphiné libéré et du Tour d'Italie 1976.

## Palmarès

### Palmarès amateur
- 1966
  - Gran Premio Comune di Cerreto Guidi
- 1967
  - 3e de la Coppa Pietro Linari
  - 3e du Gran Premio Industria del Cuoio e delle Pelli
- 1968
  - 4e étape du Tour du Piémont
  - Tour du Latium amateurs :
    - Classement général
    - 4e étape

### Palmarès professionnel
- 1973
  - Tour des Marches
- 1974
  - 3e étape de Tirreno-Adriatico
  - 2e du Grand Prix Cemab à Mirandola
  - 2e du Tour de Romagne
  - 2e du Grand Prix de la ville de Camaiore
  - 3e du Tour de Toscane
  - 3e du Tour des Pouilles
- 1975
  - 7ea étape du Critérium du Dauphiné libéré
- 1976
  - 12e étape du Tour d'Italie
  - 3e du Tour de Vénétie

## Résultats sur les grands tours

### Tour de France
2 participations
- 1969 : abandon (10e étape)
- 1975 : 43e

### Tour d'Italie
5 participations
- 1970 : 51e
- 1971 : abandon (4e étape)
- 1973 : 68e
- 1974 : 57e
- 1976 : 45e, vainqueur de la 12e étape
- 1977 : 59e

### Tour d'Espagne
2 participations
- 1972 : abandon (16e étape)
- 1977 : non-partant (19e étape)